# Rożdżały (przystanek kolejowy)
Rożdzały - wąskotorowy kolejowy przystanek osobowy w przysiółku Frankowizna, w gminie Opatówek, w powiecie kaliskim, w województwie wielkopolskim, w Polsce. Został zbudowany w latach 1914-1917 razem z linią do Turku. Od czerwca 2002 roku jest używany w ruchu towarowym. Należy do Kaliskiej Kolei Dojazdowej. Obecnym jej operatorem jest Stowarzyszenie Kolejowych Przewozów Lokalnych